# Borgo Vercelli
Borgo Vercelli är en ort och kommun i provinsen Vercelli i regionen Piemonte, Italien. Kommunen hade 2 250 invånare (2018).